# كأس العالم تحت 17 سنة 2001
أقيمت بطولة كأس العالم تحت 17 سنة 2001، وهي النسخة التاسعة من البطولة، في مدن بورت أوف سبين، ومالابار في أريما، ومارابيلا في سان فرناندو، وكوفا، وباكوليت في سكاربورو في ترينيداد وتوباغو بين 13 و30 سبتمبر 2001. ويمكن للاعبين المولودين بعد 1 يناير 1984 المشاركة في هذه البطولة.